# Unión Deportiva Los Barrios
La Unión Deportiva Los Barrios es un club de fútbol español, con sede en el municipio de Los Barrios, provincia de Cádiz (Andalucía). Fue fundado en julio de 1993 tras la fusión de los equipos barreños, Atlético y Juventud. Actualmente milita en la División de Honor Senior Grupo I y cuenta con el apoyo de unos 500 socios.

## Historia
La Unión Deportiva Los Barrios nació en el mes de julio de 1993 al producirse la fusión entre los dos equipos barreños, Atlético y Juventud, y el empeño personal del entonces alcalde de la Villa, Miguel Domínguez Conejo.
Para ello desde el Ayuntamiento se arbitró una línea de colaboración económica hacia el nuevo equipo, de modo que no se repartiesen las subvenciones y el potencial deportivo. Esta fusión, que tardó casi una década en materializarse, estuvo llena de polémica hasta después de la unificación por la oposición de muchos socios y aficionados de ambos equipos, a pesar de que en ambas asambleas, celebradas al unísono, aprobaron por mayoría aplastante la unión. De esta forma se consiguió que se convirtiera en un equipo más competitivo en la Regional Preferente.
En la temporada 1992/93, anterior a la fusión, el Atlético Los Barrios consiguió la permanencia en Preferente merced a un extraordinario final de liga. En las últimas jornadas pasó de la penúltima posición a la salvación, quedando en el 14º puesto de la liga. Mientras que el Juventud de Los Barrios se hizo con el segundo puesto del grupo B de la Primera Regional. Tan sólo fue superado por la Unión Deportiva Pastores, obteniendo el pase a la Preferente.
En su primer año, en la temporada 1993/94 el equipo quedó clasificado en el 5º lugar y estuvo dirigido por el entrenador Manolo Pérez Jiménez. Contó con un presupuesto oficial de nueve millones de pesetas y con más de 600 socios, según datos del club.
En la temporada 1997/98 se contrató al técnico Nico Sosa. Tras una campaña llena de emoción y de triunfos deportivos quedó como campeón de su grupo, jugando la liguilla de ascenso a la categoría de Tercera División, en la que ocupó el primer puesto y ascendió por tanto a la categoría nacional. La Unión Deportiva ascendió a la Tercera División cuarenta y un años después de que lo hiciera la desaparecida Sociedad Deportiva Los Barrios. El hecho quedó confirmado el 14 de junio de 1998 en el campo de fútbol del Bollullos C.F., donde la Unión Deportiva tuvo su justo premio a una gran temporada. En Bollullos Par del Condado, ante más del millar de espectadores, la mayoría de ellos desplazados desde Los Barrios en vehículos particulares y autobuses fletados por el Ayuntamiento, la Unión ganó al Bollullos por dos goles a cero, obras de Javier León y Rafael Platero. Así volvió a demostrar por qué fue el primer clasificado a lo largo de toda la temporada y por qué quedó el primero en la liguilla de ascenso.
En la temporada 2004-05 la Unión, dirigida por Nico Sosa, consiguió su mejor temporada y terminó segunda en la tabla de la clasificación, y así disputó por primera vez la fase de ascenso a Segunda B. En este caso fue ante el Cerro Reyes de Badajoz. En el partido de ida, jugado en tierras extremeñas, el resultado fue de tablas a cero, mientras en la vuelta acabó en empate a dos goles, con polémica por un gol del equipo del Cerro Reyes en el minuto 96. El árbitro dio validez a este tanto, en el que parecía haber habido carga al portero Edu Villegas.
En la temporada 2008-09 la U.D. Los Barrios conseguía clasificarse como tercero para la promoción de ascenso a Segunda B.

## Estadio
El campo de fútbol de la U.D. Los Barrios es el San Rafael, formada por una grada de tribuna y otra de preferencia, ambas techada por una cubierta de chapa.
El estadio tiene un aforo para 2500 personas. Entre las dos gradas, ambas de hormigón, en tribuna está el palco formada con asientos de colores verdes y amarillas, también en esta misma grada hay unas mesas para la prensa. La grada de preferencia está pintada de color amarillo, donde en el medio de la grada se puede ver el nombre de la U.D. Los Barrios, en color verde.

## Datos del club
- Dirección: Avda. Dña. Rosa García López-Cespero, s/n
- Teléfono: 956 622 254
- Colores: Verde y amarillo
- Socios: 550 aprox.

### Datos deportivos
- Temporadas en 1.ª: 0
- Temporadas en 2.ª: 0
- Temporadas en 2ª B: 0
- Temporadas en 3ª RFEF: 1
- Temporadas en 3.ª: 21
  - Mejor puesto: 2º (Temporada 2004-05 (Gr. X))
  - Peor puesto: 20.º (Temporada 2010-11 (Gr. X))
- Temporadas en Regional Preferente / Primera División Andaluza: 7
- Equipo filial: Ud Los Barrios B

## Cronología de los entrenadores
- Actualizado a 1 de noviembre de 2019.

- 2009-10:  Federico Luis Martínez Gámez (9 primeras jornadas)[3][4]
- 2009-10:  Juan Carlos González Galindo (interino)[5]
- 2009-10:  Rafael Escobar Obrero (termina la temporada)[6]
- 2010-11:  Manuel Pérez Jiménez
- 2011-12:  Diego Pérez Jiménez "Yiyi"
- 2012-13:  Cristóbal Torres Simón "Tobali" (17 primeras jornadas)[7][8][9]
- 2012-13:  José Mateo
- 2014-15:  Manuel Pérez Jiménez[10]
- 2015-16:  Miguel Sánchez Fernández "Sevi" (16 primeras jornadas)
- 2015-16:  José Jonathan Parrado Palma "Johny" (desde la jornada 17, termina la temporada)[11]
- 2016-17:  Rafael Escobar Obrero (desde la jornada 9, termina la temporada)
- 2017-18:  Juanma Carrillo (6 primeras jornadas)[12]
- 2017-18:  David Dolibramento (7 jornadas siguientes)[13][14]
- 2017-18:  Carlos Ríos (termina la temporada)[15]
- 2018-19:  David Gutiérrez "Guti" (5 primeras jornadas)
- 2018-19:  Rafael Escobar Obrero (desde la jornada 6 hasta la jornada 27)
- 2018-19:  Carlos Ríos (desde la jornada 28)[16][17]
- 2019-act:  Álex Pallarés[18]

## Temporadas
| Temporada | División          | Posición |
| --------- | ----------------- | -------- |
| 1998/99   | 3ª                | 16º      |
| 1999/00   | 3ª                | 16º      |
| 2000/01   | 3ª                | 16º      |
| 2001/02   | 3ª                | 9º       |
| 2002/03   | 3ª                | 17º      |
| 2003/04   | 3ª                | 8º       |
| 2004/05   | 3ª                | 2º       |
| 2005/06   | 3ª                | 10º      |
| 2006/07   | 3ª                | 7º       |
| 2007/08   | 3ª                | 9º       |
| 2008/09   | 3ª                | 3º       |
| 2009/10   | 3ª                | 7º       |
| 2010/11   | 3ª                | 20º      |
| 2011/12   | Primera Andaluza  | 1º       |
| 2012/13   | 3ª                | 19º      |
| 2013/14   | Primera Andaluza  | 2º       |
| 2014/15   | 3ª                | 14º      |
| 2015/16   | 3ª                | 10º      |
| 2016/17   | 3ª                | 12º      |
| 2017/18   | 3ª                | 17º      |
| 2018/19   | 3ª                | 7º       |
| 2019/20   | 3ª                | 16º      |
| 2020/21   | 3ª                | 4º       |
| 2021/22   | 3ª RFEF           | 17.º     |
| 2022/23   | División de Honor | 8.º      |
| 2023/24   | División de Honor | 8.º      |
| 2024/25   | División de Honor |          |

## Palmarés

### Torneos nacionales
- Regional Preferente de Andalucía: 1997-98
- Campeón Primera División Andaluza grupo I, temporada 2011-12.

### Trofeos Amistosos
- Trofeo Virgen de La Palma (1): 2004.